# كيري نوبل
كيري نوبل (بالإنجليزية: Keri Noble)‏ هي مغنية مؤلفة وملحنة ومغنية أمريكية، ولدت في 1977.

## وصلات خارجية
- كيري نوبل على موقع ميوزك برينز (الإنجليزية)
- كيري نوبل على موقع ديسكوغز (الإنجليزية)